# シロカネイソウロウグモ

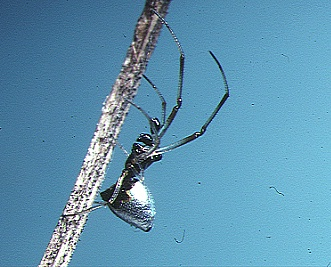
雄成体

シロカネイソウロウグモ Argyrodes bonadea (Karsch, 1881) は、ヒメグモ科のクモである。ジョロウグモなどの網に居候する。

## 概説
シロカネイソウロウグモは、日本ではごく普通にみられるイソウロウグモで、特にジョロウグモでよく見られるが、それ以外にも円網を張るクモの網でも見つかる。ジョロウグモの網では、一つの網で何十頭も見る場合がある。腹部が綺麗な銀色で、まるで仁丹が網に散らばっているように見える。

## 特徴
体長は雌で2.5-3.5mm、雄では2-2.3mmと日本の同属では小さい方。腹部は先端が突出して円錐形で、側面から見ると三角形をしている。腹部背面は全体に美しい銀色をしている。雄は雌より華奢で腹部が小さいが体色などはほぼ同じ。その頭部と額には短い突起があり、額の突起には細かい毛が生えている。

## 分布と生息環境
本州、四国、九州から南西諸島にかけて分布し、国外では韓国と中国から知られる。
都市部から山地まで広く生息する。ごく普通種であり、日本ではイソウロウグモ類では本種がもっとも普通なものとも言われる。

## 習性
他種のクモの網に入り込み、居候生活（労働寄生）をする。宿主となるクモは円網を張るもので、コガネグモ類、オニグモ類、ジョロウグモ類、トゲグモ類など多くの種に渡る。一つの網に複数個体が入る事が珍しくなく、特に網が大きいジョロウグモでは一つの網で70個体が観察された記録がある。
やや離れた形態の網としてはスズミグモから発見された例がある。スズミグモの網は円網の変形と考えられるが、上下に多くの支持糸を持ち、不規則網的な形態を備える。そのため不規則網や棚網をすみかとする種が侵入する例が多いが、本種でも記録はある。他にも棚網やヒメグモ類の不規則網での観察例もある。
イソウロウグモは、他のクモの網に居候生活する、と言う意味でつけられた名である。具体的には網主が取らないような小さな獲物を網の片隅で取って食べるのだ、等とされたものだが、実際には糸を食べるもの、網主の獲物を奪うもの、さらには網主自身を襲うものまである事が知られている。この種の場合、小さな獲物を捕らえるか、網主の獲物を盗み食いする、という行動が大部分のようである。他に網の糸を喰う例も知られているが、網主を襲った記録はない。その点、このクモはイソウロウグモ中では普通種であるものの、行動のおもしろさや進化の観点ではあまり触れられる事がない。
成体の発見されるのは6-8月。卵嚢は本体部の径が2-3mmで。上側に柄があってぶら下がる提灯形をしており灰色から褐色。中には約30個ほどの卵を含む。卵嚢は網主の網の片隅や、付近の枝葉の処につるす。

## 近似種など
日本産のイソウロウグモには他にこのような銀色の腹部を持つ種は無く、区別は容易である。